# Пестовский переулок
Песто́вский переу́лок — улица в центре Москвы в Таганском районе между Мартыновским переулком и Николоямской улицей.

## Происхождение названия
Название дано по фамилии домовладелицы начала XIX века — коллежской секретарши Акулины Андреевны Песто́вой.

## Описание
Песто́вский переулок начинается от Мартыновского и проходит на север параллельно Большому Дровяному к Николоямской улице.

## Примечательные здания и сооружения

### По нечётной стороне
- № 3 — доходный дом М. Т. Жарова «под орлом» (1914, архитектор С. М. Жаров)[3]. До середины 2010-х здание стояло заброшенным, московские власти предлагали его под снос для нового строительства — что вызвало возмущение со стороны градозащитников.
- № 7 - жилой дом (1957)
- № 9, стр. 1 — доходный дом (1910, архитектор С. А. Чернавский). Здание занимают журнал «Четвертая власть» и Клуб главных редакторов региональных газет России[источник не указан 3861 день].

### По чётной стороне
- № 2,  памятник архитектуры (региональный) — городская усадьба И. Е. Рубцова — Моргуновых (XIX в.)[2][3]
  - стр. 1 — главный дом усадьбы, здание начала XIX века, перестраивалось в 1860—1870-х и 1899. В настоящее время — Московский областной государственный театр кукол[2].
- № 10, стр. 1 - дом (1910)
- № 10 - спортшкола (2001-2003)
- № 12 - жилой дом (1909)

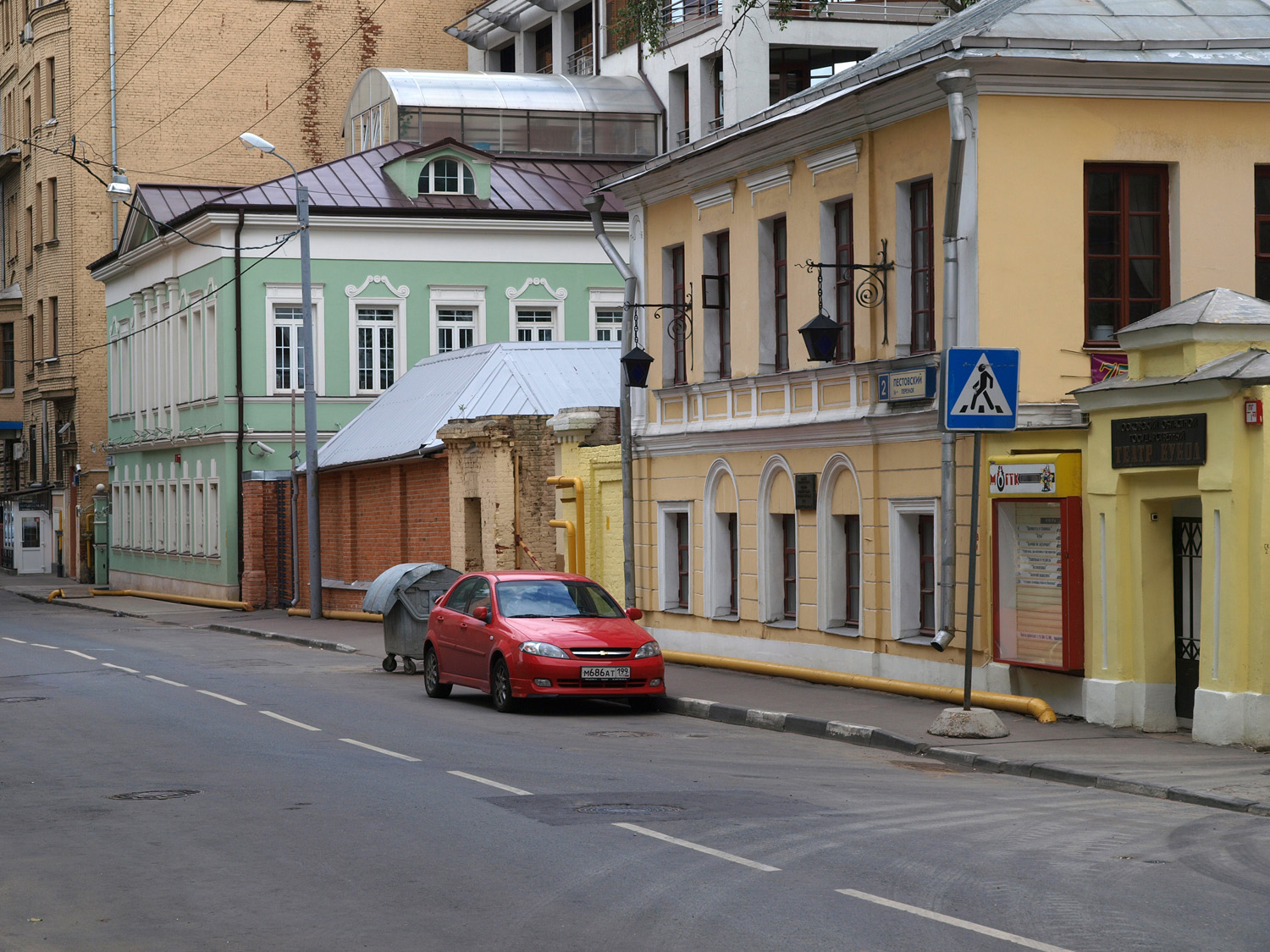
№ 2, усадьба И. Е. Рубцова — Моргуновых (Московский областной театр кукол).
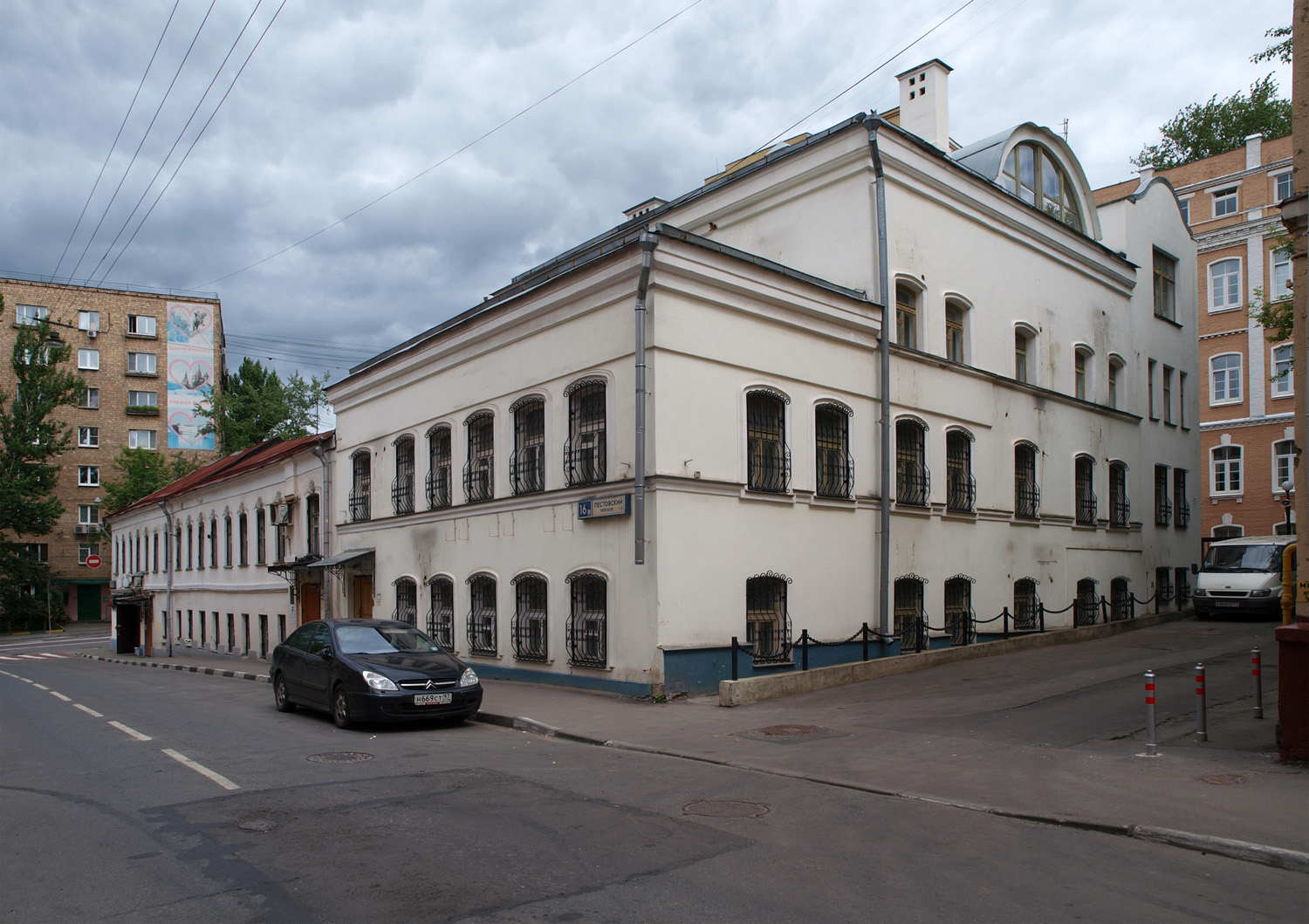
№ 16.